# Elani comú
L'elani comú o esparver d'espatlles negres (Elanus caeruleus) és un ocell rapinyaire de la família dels accipítrids (Accipitridae. Es destaca pel costum de volar sobre planures obertes i restar quiet, com si surés, a la manera dels xoriguers. Aquesta espècie euroasiàtica i africana, s'ha considerat en alguna ocasió coespecífica amb els seus propers parents: Elanus axillaris (d'Austràlia) i Elanus leucurus (d'ambdues Amèriques). No són migratòries, però fan moviments de curta distància, motivats per canvis climatològics. Dormen de manera comunitària, en grups de 15 - 35 individus, o encara més en Europa, compartint un gran arbre de fulla ampla.
El seu estat de conservació es considera de risc mínim.

## Morfologia
- Petit rapinyaire, amb una llargària de 30 – 35 cm, una envergadura de 80 - 90 cm i un pes de 197 - 343 grams.[7] Els dos sexes tenen un aspecte molt semblant.[8]
- Cap blanc amb una curta línia ocular negra. Parts inferiors blanques a excepció de la punta de l'ala, negra. Parts superiors gris blavós, amb els muscles negres. Cua curta i quadrada.
- Les ales s'estenen més enllà de la cua quan l'au està descansant.
- Iris vermell, i ulls en posició molt frontal.[7] Potes grogues.
- Extremadament silenciós, les trucades es limiten a un xiscle agut o un suau xiulet,[8] molt més freqüents durant la temporada de reproducció.[9][10]

## Distribució i hàbitat
Habita terrenys oberts i semi-deserts a l'Àfrica subsahariana i l'Àsia tropical, arribant a la península Ibèrica. Potser l'espècie està expandint-se pel sud d'Europa i l'Àsia occidental. Tot i que es troben principalment en les planes, s'han vist a més altitud, en Sikkim (3650m), els Nilgiris (Doddabetta, 2670m) i Nagaland (2020m). Es diu que són visitants hivernals en algunes zones, com ara els Ghats Occidentals.

## Reproducció
Aquest ocell cria en diferents moments de l'any a la llarga de l'àrea de distribució. El festeig és sorollós i implica persecucions. Un cop que s'ha format la parella, es produeixen freqüents còpules El niu és una plataforma de branques, al qual ponen 3 - 4 ous de color crema amb taques de color vermell fosc. Ambdós pares fan torns per covar però quan els pollets neixen, el mascle dedica més temps a la recerca de menjar. La femella pot caçar a prop del niu, però també rep menjar del mascle. Una vegada emplomallats, les aus joves continuen depenent de les aportacions d'aliments del progenitor masculí per uns 80 dies.

## Alimentació
La dieta inclou llagostes, grills i altres insectes grans, sargantanes i rosegadors. També s'han citat ocells, petites serps i granotes. Quan surt de caça vola lentament, com els aligots, però poden surar a l'aire com un xoriguer. En contades ocasions, se sap que cacen al vol. Porten les preses a una perxa per menjar-les, però de vegades també ho fan a terra.

## Llistat de subespècies
Diverses poblacions geogràfiques han estat nomenades com a subespècies:
- Elanus caeruleus caeruleus (Desfontaines) 1789. De la zona europea, Àfrica i sud-oest d'Aràbia.
- Elanus caeruleus hypoleucus Gould 1859. De Indonèsia i Filipines.
- Elanus caeruleus vociferus (Latham) 1790. Des del Pakistan fins a l'est de la Xina, sud-est asiàtic i la Península Malaia.

Les subespècies Elanus caeruleus wahgiensis Mayr et Gilliard, 1954, de Nova Guinea i Elanus caeruleus sumatranus Salomonsen 1953 no són reconegudes per tots els autors.